# Hiroyuki Morita
Hiroyuki Morita (jap. 森田 宏幸 Morita Hiroyuki; ur. 26 czerwca 1964 w Fukuoce) – japoński rysownik-animator oraz reżyser filmów anime.
Był animatorem między innymi przy realizacji Akiry w reż. Katsuhiro Ōtomo, Podniebnej poczty Kiki (Majo no takkyūbin) w reż. Hayao Miyazakiego, Rodziny Yamadów (Tonari no Yamada-kun) w reż. Isao Takahaty oraz Ghost in the Shell 2: Innocence w reż. Mamoru Oshiego. Znany jest jako reżyser filmu anime Narzeczona dla kota z 2002 r., produkcji Studia Ghibli.